# هانس بيرنت
هانس بيرنت (بالألمانية: Hans Berndt)‏ هو لاعب كرة قدم ألماني، ولد في 30 أكتوبر 1913 في برلين في ألمانيا، وتوفي بنفس المكان في 9 أبريل 1988. شارك مع منتخب ألمانيا لكرة القدم. أما مع النوادي، فقد لعب مع تنس بوروسيا برلين.

## وصلات خارجية
- هانس بيرنت على موقع قاعدة بيانات كرة القدم.إي يو (الإنجليزية)
- هانس بيرنت على موقع ناشيونال فوتبول تيمز (الإنجليزية)
- هانس بيرنت على موقع عالم كرة القدم.نت (الإنجليزية)